# CCC Team
Das CCC Team war ein zunächst US-amerikanisches und zuletzt polnisches Radsportteam mit Sitz in Santa Rosa (Kalifornien).

## Geschichte

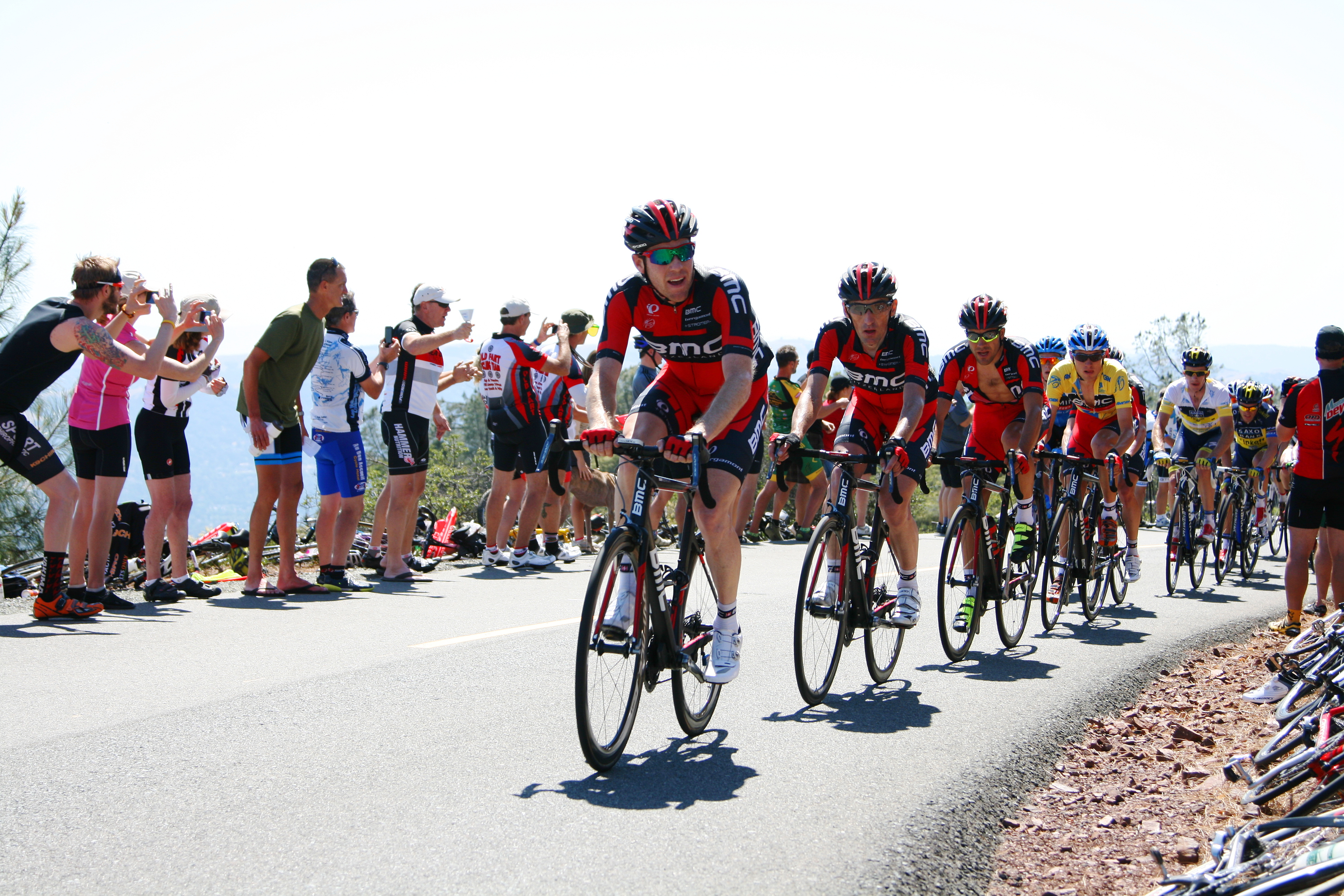
Team BMC Racing (Kalifornien-Rundfahrt 2013)

Die Mannschaft wurde 2007 als BMC Racing Team gegründet und erhielt eine UCI-Lizenz als US-amerikanisches Continental Team, mit der es hauptsächlich an Rennen der UCI America- und Europe Tour teilnahm. Der Schweizer Fahrradhersteller BMC Switzerland unterstützte von der Gründung an die Mannschaft als Namenssponsor und Materialausstatter. Zur Saison 2008 wurde das BMC Racing Team zum Professional Continental Team aufgewertet. Zur Saison 2011 erhielt die Mannschaft erstmals eine ProTeam-Lizenz und war damit in allen Rennen der UCI WorldTour zum Start berechtigt und verpflichtet.
Nachdem im Frühjahr 2018 der Eigentümer von BMC, Andy Rihs gestorben war, erklärte das Unternehmen sein Engagement für die Mannschaft zum Jahresende zu beenden. Im August wurde durch den Teambetreiber Continuum Sports mitgeteilt, dass der polnische Schuh- und Taschenhersteller CCC, bisher Hauptsponsor des polnischen Teams CCC Sprandi Polkowice im Jahr 2019 Namenssponsor der Mannschaft werde. Die Mannschaft wurde für die Saison 2019 als polnisches Team unter dem Namen CCC Team registriert.
Aufgrund der Auswirkungen der COVID-19-Pandemie auf den Hauptsponsor CCC setzte das Team ab April 2020 für den Rest der Saison den Großteil der Verträge von Team-Mitarbeitern aus und kündigte an, die Gehälter der Fahrer drastisch zu reduzieren. Zur Begründung wurde angegeben, dass die Geschäfte des Sponsors CCC wegen der Pandemie eingebrochen seien. Mitte Mai 2020 wurde bekannt, dass die Fahrer um den Fortbestand der Mannschaft im Jahr 2020 auf 50 % der Gehälter verzichteten. Der Hauptsponsor CCC werde jedoch sein Engagement nach Ablauf der Saison 2020 und damit ein Jahr früher als vereinbart beenden.
Nachdem der Inhaber der WorldTeam-Lizenz und der Betreiberfirma Continuum Sports LLC Jim Ochowicz keinen neuen Hauptsponsor hatte akquirieren können, veräußerte er die Lizenz und die Betreibergesellschaft. Das UCI ProTeam Circus-Wanty Gobert sollte mit dieser Lizenz in die WorldTour aufsteigen und Ochowicz das Team hierin unterstützen.
Zu den größten Erfolgen des Teams gehören der Gewinn der Gesamtwertung der Tour de France 2011 durch Cadel Evans, die Weltmeistertitel im Mannschaftszeitfahren 2014 und 2015 sowie der Sieg beim Monument des Radsports Paris-Roubaix 2017 durch Greg Van Avermaet.

## Platzierungen in UCI-Ranglisten
UCI America Tour
| Saison | Mannschaftswertung | Fahrerwertung            |
| ------ | ------------------ | ------------------------ |
| 2007   | 23.                | Scott Nydam (126.)       |
| 2008   | 14.                | Antonio Cruz (63.)       |
| 2009   | 20.                | Danilo Wyss (129.)       |
| 2010   | 12.                | Alexander Kristoff (43.) |

UCI Asia Tour
| Saison | Mannschaftswertung | Fahrerwertung          |
| ------ | ------------------ | ---------------------- |
| 2009   | -                  | -                      |
| 2010   | 35.                | Marcus Burghardt (79.) |

UCI Europe Tour
| Saison | Mannschaftswertung | Fahrerwertung           |
| ------ | ------------------ | ----------------------- |
| 2007   | 115.               | Jonathan Garcia (1107.) |
| 2008   | 101.               | Danilo Wyss (478.)      |
| 2009   | 63.                | Mathias Frank (120.)    |
| 2010   | 38.                | Cadel Evans (175.)      |

UCI Oceania Tour
| Saison | Mannschaftswertung | Fahrerwertung     |
| ------ | ------------------ | ----------------- |
| 2009   | -                  | -                 |
| 2010   | 21.                | Cadel Evans (47.) |

UCI World Calendar
| Saison | Mannschaftswertung | Fahrerwertung       |
| ------ | ------------------ | ------------------- |
| 2009   | 32.                | Markus Zberg (202.) |
| 2010   | 10.                | Cadel Evans (5.)    |

UCI WorldTour
| Saison | Mannschaftswertung | Fahrerwertung           |
| ------ | ------------------ | ----------------------- |
| 2011   | 5.                 | Cadel Evans (2.)        |
| 2012   | 7.                 | Cadel Evans (24.)       |
| 2013   | 10.                | Greg Van Avermaet (18.) |
| 2014   | 2.                 | Philippe Gilbert (14.)  |
| 2015   | 6.                 | Greg Van Avermaet (8.)  |
| 2016   | 4.                 | Greg Van Avermaet (6.)  |
| 2017   | 3.                 | Greg Van Avermaet (1.)  |
| 2018   | 4.                 | Greg Van Avermaet (5.)  |

UCI World Ranking
| Saison | Mannschaftswertung | Fahrerwertung          |
| ------ | ------------------ | ---------------------- |
| 2019   | 20.                | Greg Van Avermaet (6.) |
| 2020   | 14.                | Simon Geschke (57.)    |